# Daschdordschiin Natsagdordsch

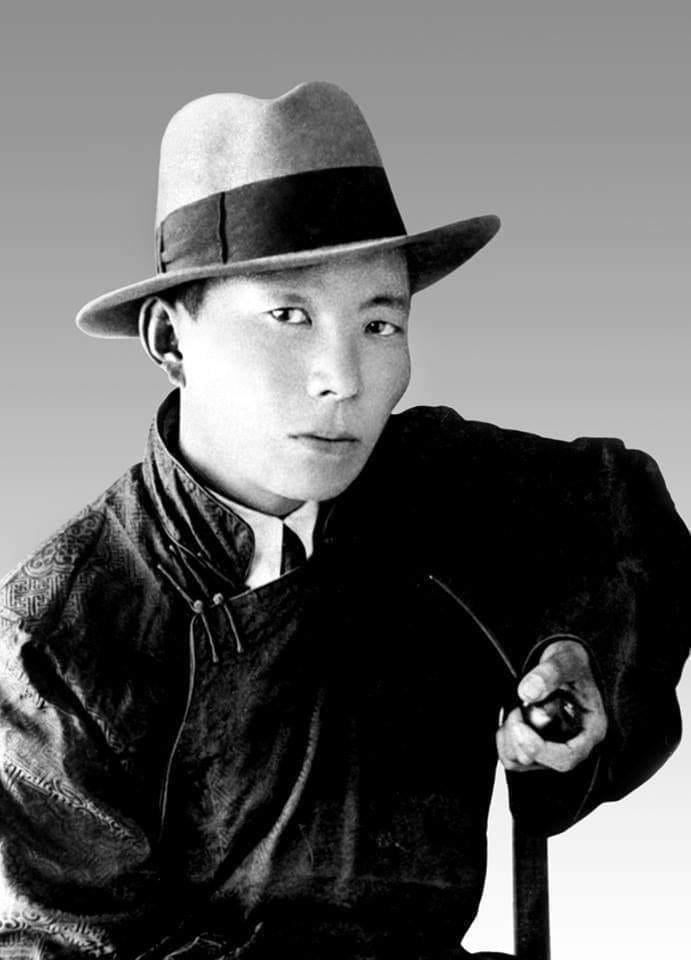
Daschdordschiin Natsagdordsch

Daschdordschiin Natsagdordsch (mongolisch Дашдоржийн Нацагдорж; * 17. November 1906; † 13. Juli 1937) war ein mongolischer Kommunist und Schriftsteller. Er gilt als einer der Begründer der modernen mongolischen Literatur.

## Leben

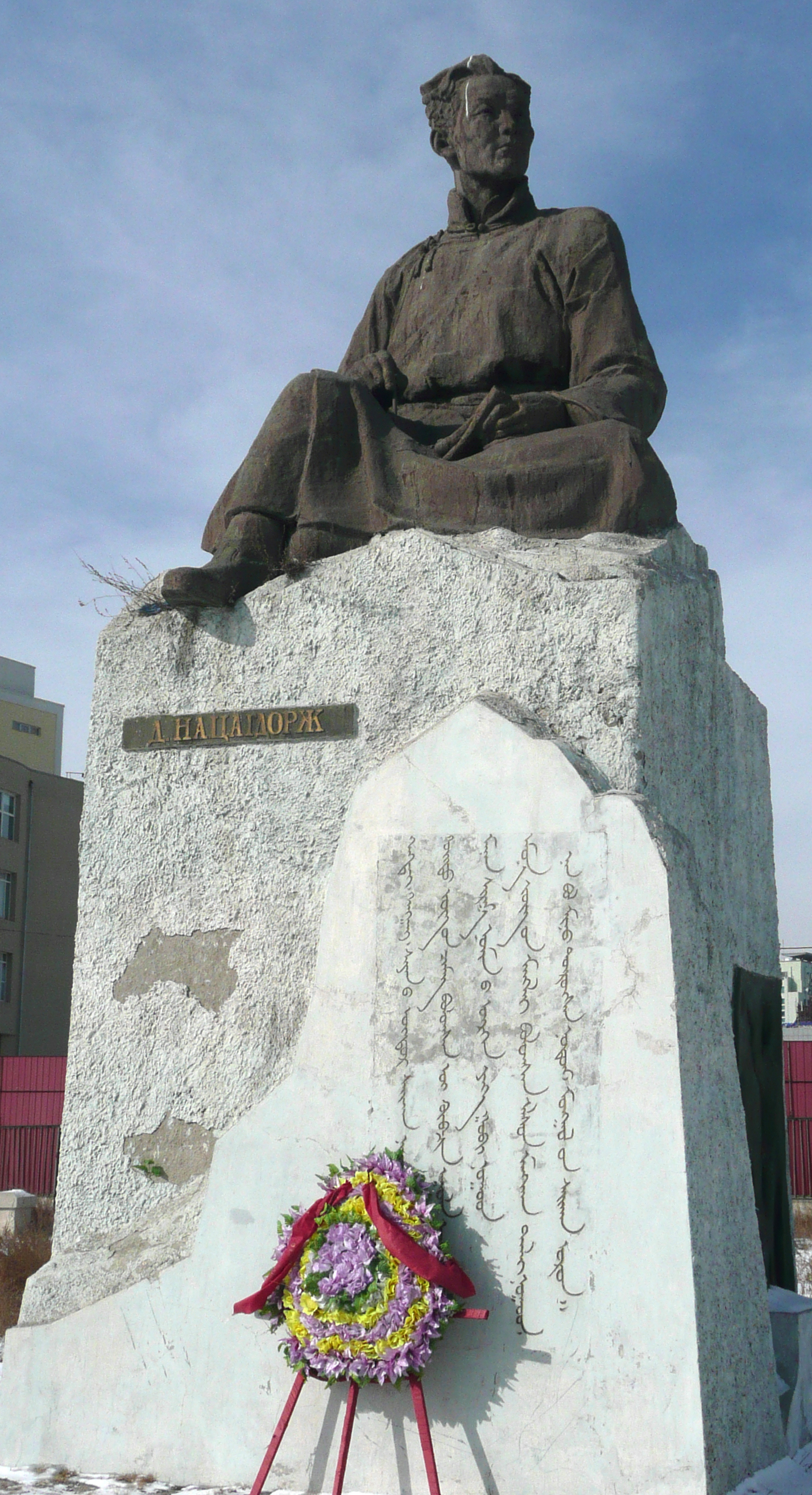
Denkmal für Daschdordschiin Natsagdordsch in Ulaanbaatar

Natsagdordsch wurde als Sohn eines adligen Beamten geboren. Bereits mit elf Jahren trat er als Hilfsschreiber in den Beamtendienst der autonomen Äußeren Mongolei ein. Durch Privatlehrer erhielt er frühzeitig eine gute Ausbildung. 1924, nach Proklamation der Mongolischen Volksrepublik, engagierte er sich zunächst bei der Mongolischen Revolutionären Volksarmee und gehörte zu den Gründern des kommunistischen mongolischen Jugendverbands. Trotz seiner Jugend wurde Natsagdordsch als Kandidat für das Zentralkomitee der Partei und der zentralen Kontrollkommission nominiert.
Nach einem einjährigen Studium an der Militärakademie Leningrad 1925/26 gehörte er zu den über vierzig jungen Mongolen, die zwischen 1925/26 und 1929/30 überwiegend als Studenten und Praktikanten eine Ausbildung in Deutschland – einige auch in Frankreich – erhielten. Natsagdordsch lebte während seines Studiums nicht, wie alle anderen mongolischen Studenten, in einem Internat in Wickersdorf, Letzlingen oder Berlin, sondern reiste mit seiner Frau und mietete gesonderte Wohnungen an. Nach einigen Monaten in Berlin ging Natsagdordsch nach Leipzig, wo er nicht – wie teilweise behauptet – Journalistik studierte, da er wie die anderen seiner jungen Landsleute keinen dem deutschen Abitur vergleichbaren Abschluss nachweisen konnte. So war es für ihn ein Glücksfall, dass er bei den Leipziger Professoren Erich Haenisch und Friedrich Weller assistieren konnte, die damals Mongolistikstudien betrieben.
Das Studium für junge Mongolen im westlichen Ausland galt als „pädagogisches Experiment“ und war nur möglich durch die nationaldemokratische, weltoffene Orientierung der damaligen mongolischen Führung unter Peldschidiin Genden, der 1928 abgesetzt wurde. Dies bedeutete kurze Zeit später auch das Ende des Projektes. 1929 kehrte Natsagdordsch mit den meisten anderen Mongolen in die Heimat zurück, wo er anfangs keine feste Anstellung fand und als ehrenamtlicher Dolmetscher sowie Mitarbeiter einer Jugendzeitung tätig war. Ab 1931 arbeitete er an einem Forschungsinstitut in Ulan Bator, wurde dort 1934 erster Dolmetscher und im Jahr darauf Leiter der Historischen Abteilung.
Im Zuge des stalinistischen Terrors in der Mongolei wurde Natsagdordsch 1932 unter absurden Beschuldigungen verhaftet und zu einem einjährigen Gefängnisaufenthalt verurteilt. 1936 folgten eine zweite Verhaftung und fünfmonatige Zwangsarbeit. Er starb im Juni 1937 und wurde nur 31 Jahre alt. Es gibt die Vermutung, dass er als Opfer der politischen Verfolgung starb, jedoch ist die genaue Todesursache ungeklärt.

## Werk
Natsagdordsch, tief verwurzelt in der mongolischen Literaturtradition und besonders der Volksdichtung, war der erste, der den Fundus der Weltliteratur aufnahm und so zum Vorreiter der modernen mongolischen Lyrik und Kurzprosa und auch zum ersten international bekannten mongolischen Dichter wurde. Das literarische Niveau seiner besten Werke wurde von einer neuen Schriftstellergeneration erst in den 1950er und 1960er Jahren wieder erreicht.
Einige von Natsagdordschs frühen literarischen Arbeiten entstanden bereits in Deutschland, so das Gedicht „In ein fernes Land, um zu lernen“ (Алс газар сурахаар явагч, 1927, dt. 2014) und die Skizze „Ich erlebte den 1. Mai in einem kapitalistischen Land“ (Майн нэгнийг хөрөнгөтний газар үзээсэй, 1928, dt. 2006). An die reiche Volksliedtradition anknüpfend, schuf er Liebes- und Naturgedichte, die zu den schönsten der mongolischen Lyrik gehören. Das Poem „Meine Heimat“ (Миний нутаг, 1933, dt. 2014) gilt bis heute als Nationalgedicht der Mongolen. Auch „Der Stern“ (Од, 1931, dt. 2014) und der Gedichtzyklus „Die vier Jahreszeiten“ (Дөрвөн цаг, 1934, dt. 2014) gehören zum bleibenden Bestand der mongolischen Dichtung.
In seinen meist kurzen Erzählungen beschritt Natsagdordsch für die mongolische Prosa völlig neue Wege einer realistischen und poetischen Erzählkunst. Während Prosaskizzen wie „Der Vogelgraue“ (Шувуун саарал, 1930) und „Die Steppenschönheit“ (Хөдөө талын үзэсгэлэн, 1931) als „lyrische Miniaturen“ bezeichnet werden, deutet der Dichter mit Erzählungen wie „Der Sohn der alten Welt“ (Хуучин хүү, 1930, dt. 1968) und „Weißer Mond und Schwarze Tränen“ (Цагаан сар ба хар нулимс, 1932, dt. 1968) an, wie sich junge Mongolen aus Elend und Unwissenheit befreien und einen selbstbestimmten Weg gehen können. In der in viele Sprachen übersetzten Erzählung „Die Tränen des Lamas“ (Ламбугуайн нулимс, 1930, dt. 1976) stellt Natsagdordsch sein Talent als humorvoll-ironischer Autor unter Beweis. Autobiographische Züge trägt die Erzählung „Düstere Felsen“ (Харанхуй хад, 1930).
Auch als Übersetzer (Puschkin, Poe, Maupassant) sowie als Dramatiker hat Natsagdordsch Bedeutung erlangt. Auf einen Märchentyp, der bei den Mongolen wie auch bei anderen zentralasiatischen Völkern verbreitet ist, geht sein Stück „Die drei traurigen Hügel“ (Учиртай гурван толгой, 1934) zurück, das in der Bearbeitung als Oper (1942) zum am meisten gespielten Werk des mongolischen Theaters wurde.

## Übersetzungen
- in: Wessen Welt...Poetisches Dokument, (Ost-)Berlin 1967
- in: „Sonntag“, Nr. 1/68, (Ost-)Berlin
- in: Erkundungen. 20 mongolische Erzählungen, (Ost-)Berlin 1976
- in: Mongolische Notizen, Heft 15/2006 und Heft 18/2009
- in: Es wandern die Zeiten unter dem Ewigen Himmel. Eine Perlenkette mongolischer Dichtung, Leipzig 2014